# Список глав субъектов Российской Федерации
Список глав субъектов Российской Федерации со второй половины 1991 года, то есть со времени ликвидации исполкомов и введения должностей глав администраций краёв и областей. Для республик приведены руководители начиная весны 1990 года, то есть с момента перевыборов Верховных советов и появления в них должности председателя.
Названия руководящих должностей даны по состоянию на 2025 год.

## Республики

### Глава Республики Адыгея
- Джаримов, Аслан Алиевич (апрель 1990 — 8 февраля 2002) — пред. облсовета до января 1992 г.; 1-й секретарь обкома КПСС в 1989—1991 гг.
- Совмен, Хазрет Меджидович (8 февраля 2002 — 13 января 2007)
- Тхакушинов, Аслан Китович (13 января 2007 — 12 января 2017)
- Кумпилов, Мурат Каральбиевич (с 12 января 2017)

### Глава Республики Алтай
- Чаптынов, Валерий Иванович (28 апреля 1990[1] — 30 января 1997) — пред. облисполкома в 1988—1990, пред. облсовета (1990—1992) и Верховного совета (ВС) в 1992—1994, глава Республики — пред. Госсобрания Республики с февраля 1994 г.
- Волков, Владилен Владимирович (30 января 1997 — 13 января 1998) — глава Республики — пред. Госсобрания до августа 1997 г.
- Зубакин, Семён Иванович (13 января 1998 — 19 января 2002)
- Лапшин, Михаил Иванович (19 января 2002 — 20 января 2006)
- Бердников, Александр Васильевич (20 января 2006 — 20 марта 2019)
- Хорохордин, Олег Леонидович (20 марта 2019 — 4 июня 2024)
- Турчак, Андрей Анатольевич (с 4 июня 2024 — как врио главы)

### Глава Башкортостана
- Рахимов, Муртаза Губайдуллович (4 апреля 1990 — 19 июля 2010) — пред. ВС до 25 декабря 1993 г. (как президент)
- Хамитов, Рустэм Закиевич (19 июля 2010 — 11 октября 2018) — до 31 декабря 2014 г. президент
- Хабиров, Радий Фаритович (с 11 октября 2018)

### Глава Республики Бурятия
- Булдаев, Сергей Николаевич (19 апреля 1990 — 21 октября 1991) — пред. ВС
- Потапов, Леонид Васильевич (21 октября 1991 — 9 июля 2007) — пред. ВС до 1 июля 1994 г.
- Наговицын, Вячеслав Владимирович (10 июля 2007 — 7 февраля 2017)
- Цыденов, Алексей Самбуевич (с 7 февраля 2017)

### Глава Республики Дагестан
- Магомедов, Магомедали Магомедович (24 апреля 1990 — 16 февраля 2006) — пред. Президиума ВС в 1987—1990, пред. ВС в 1990—1994, пред Госсовета с 1994 г.
- Алиев, Муху Гимбатович (16 / 20 февраля 2006 — 20 февраля 2010) — президент
- Магомедов, Магомедсалам Магомедалиевич (20 февраля 2010 — 28 января 2013)
- Абдулатипов, Рамазан Гаджимурадович (28 января 2013 — 3 октября 2017)
- Васильев, Владимир Абдуалиевич (3 октября 2017 — 5 октября 2020)
- Меликов, Сергей Алимович (с 5 октября 2020)

### Глава Донецкой Народной Республики
- Пушилин, Денис Владимирович (с 4 октября 2022)

### Глава Республики Ингушетия
- Аслаханов, Асламбек Ахмедович (глава временной администрации, 2—10 ноября 1992)
- Аушев, Руслан Султанович (глава временной администрации, 10 ноября — 19 декабря 1992)
- Султыгов, Магомед Асхабович (глава временной администрации, 21 декабря 1992 — 9 марта 1993)
- Аушев, Руслан Султанович (7 марта 1993 — 28 декабря 2001)
- Мальсагов, Ахмед Исаевич (и. о., 28 декабря 2001 — 23 мая 2002)
- Зязиков, Мурат Магометович (23 мая 2002 — 30 октября 2008)
- Евкуров, Юнус-Бек Баматгиреевич (30 октября 2008 — 26 июня 2019)
- Калиматов, Махмуд-Али Макшарипович (с 26 июня 2019)

### Глава Кабардино-Балкарской Республики
- Коков, Валерий Мухамедович (30 марта 1990 — 17 сентября 1991) — пред. ВС, 1-й секретарь обкома КПСС в феврале-сентябре 1990 г.
- Кармоков, Хачим Мухамедович (сентябрь 1991 — январь 1992) — пред. ВС в сентябре 1991 — октябре 1993 гг.
- Коков, Валерий Мухамедович (9 января 1992 — 16 сентября 2005) — президент
- Губин, Геннадий Сергеевич (и. о., 16 — 28 сентября 2005)
- Каноков, Арсен Баширович (с 28 сентября 2005 — 6 декабря 2013)
- Коков, Юрий Александрович (9 октября 2014 — 26 сентября 2018)
- Коков, Казбек Валерьевич (с 26 сентября 2018)

### Глава Республики Калмыкия
- Басанов, Владимир Манцынович (апрель 1990 — ноябрь 1992) — пред. ВС
- Бугдаев, Илья Эрдниевич (ноябрь 1992 — 30 апреля 1993) — пред. ВС
- Илюмжинов, Кирсан Николаевич (23 апреля 1993 — 24 октября 2010) — президент до 2004 г.
- Орлов, Алексей Маратович (24 октября 2010 — 20 марта 2019)
- Хасиков, Бату Сергеевич (с 20 марта 2019)

### Глава Карачаево-Черкесской Республики
- Лесниченко, Валентин Егорович (март 1990 — август 1991) — пред. облсовета (1990—1991); 1-й секретарь обкома КПСС в 1988—1991 гг.
- Савельев, Виктор Николаевич (август 1991 — январь 1992) — пред. облсовета (1991—1993), ВС (1993—1994)
- Хубиев, Владимир Исламович (1979—1990) — председатель Карачаево-Черкесского облисполкома, (13 января 1992 — 28 апреля 1995) — и. о. главы администрации, (1993—1995) — председатель Совета Министров, с 28 апреля 1995 г. — Глава республики
- Иванов, Игорь Владимирович (и. о., 25 мая — 24 июля 1999)
- Власов, Валентин Степанович (и. о., 24 июля — 14 сентября 1999)
- Семёнов, Владимир Магомедович (14 сентября 1999 — 4 сентября 2003)
- Батдыев, Мустафа Азрет-Алиевич (4 сентября 2003 — 4 сентября 2008)
- Эбзеев, Борис Сафарович (4 сентября 2008 — 26 февраля 2011)
- Темрезов, Рашид Бориспиевич (с 26 февраля 2011)

### Глава Республики Карелия
- Степанов, Виктор Николаевич (18 апреля 1990 — июнь 1998) — пред. ВС до мая 1994 г., пред. правительства в мае 1994 — июне 1998 гг.
- Катанандов, Сергей Леонидович (июнь 1998 — 30 июня 2010) — пред. правительства до мая 2002 г.
- Нелидов, Андрей Витальевич (30 июня 2010 — 22 мая 2012)
- Худилайнен, Александр Петрович (22 мая 2012 — 15 февраля 2017)
- Парфенчиков, Артур Олегович (с 15 февраля 2017)

### Глава Республики Коми
- Спиридонов, Юрий Алексеевич (24 апреля 1990 — 15 января 2002) — пред. ВС до 7 июня 1994 г.[2]; 1-й секретарь обкома КПСС в 1989—1990 гг.
- Торлопов, Владимир Александрович (15 января 2002 — 15 января 2010)
- Гайзер, Вячеслав Михайлович (15 января 2010 — 30 сентября 2015)
- Гапликов, Сергей Анатольевич (30 сентября 2015 — 2 апреля 2020)
- Уйба, Владимир Викторович (2 апреля 2020 — 4 ноября 2024)
- Гольдштейн, Ростислав Эрнстович (с 4 ноября 2024 — как врио, главы)

### Глава Республики Крым
Данная административная единица расположена на территории Крымского полуострова, бо́льшая часть которого является объектом территориальных разногласий между Россией, контролирующей спорную территорию, и Украиной, в пределах признанных большинством государств — членов ООН границ которой спорная территория находится. Согласно федеративному устройству России, на спорной территории Крыма располагаются субъекты Российской Федерации — Республика Крым и город федерального значения Севастополь. Согласно административному делению Украины, на спорной территории Крыма располагаются регионы Украины — Автономная Республика Крым и город со специальным статусом Севастополь.
- Аксёнов, Сергей Валерьевич (с 9 октября 2014; и. о. с 14 апреля по 9 октября 2014), председатель Совета Министров Республики Крым с 18 марта (27 февраля)[3] 2014 по 20 сентября 2019

### Глава Луганской Народной Республики
- Пасечник, Леонид Иванович (с 4 октября 2022)

### Глава Республики Марий Эл
- Посибеев, Григорий Андреевич (26 апреля 1990 — 21 августа 1990) — пред. ВС; 1-й секретарь обкома КПСС в 1981—1991 гг.
- Зотин, Владислав Максимович (22 августа 1990 — 14 января 1997) — президент, пред. ВС до декабря 1991
- Кислицын, Вячеслав Александрович (14 января 1997 — 14 января 2001) — президент
- Маркелов, Леонид Игоревич (14 января 2001 — 6 апреля 2017) — президент до 1 июня 2011 г.
- Евстифеев, Александр Александрович (6 апреля 2017 — 10 мая 2022)
- Зайцев, Юрий Викторович (с 10 мая 2022)

### Глава Республики Мордовия
- Березин, Анатолий Иванович (10 апреля — 17 октября 1990) — пред. ВС; 1-й секретарь обкома КПСС в 1971—1990 гг.
- Бирюков, Николай Васильевич (17 октября 1990 — декабрь 1991) — пред. ВС в октябре 1990 — январе 1995 гг.
- Гуслянников, Василий Дмитриевич (26 декабря 1991 — 7 апреля 1993) — президент
- Бирюков, Николай Васильевич (апрель 1993 — 24 января 1995) — пред. ВС в октябре 1990 — январе 1995 гг.
- Меркушкин, Николай Иванович (24 января 1995 — 10 мая 2012) — пред. Госсобрания с января 1995 г., Глава Республики с 22 сентября 1995 г.
- Волков, Владимир Дмитриевич (10 мая 2012 — 18 ноября 2020)
- Здунов, Артём Алексеевич (с 18 ноября 2020)

### Глава Республики Саха (Якутии)
- Николаев, Михаил Ефимович (25 апреля 1990 — 27 января 2002) — пред. Президиума ВС (1989—1990), пред. ВС (1990—1991) (президент)
- Штыров, Вячеслав Анатольевич (27 января 2002 — 31 мая 2010) (президент)
- Борисов, Егор Афанасьевич (31 мая 2010 — 28 мая 2018) — президент до 25 апреля 2014 г. (глава 2014 года по 28 мая 2018)
- Николаев, Айсен Сергеевич глава (с 28 мая 2018)

### Глава Республики Северная Осетия — Алания
- Галазов, Ахсарбек Хаджимурзаевич (26 января 1994 — 30 января 1998) — пред. ВС в 1990—1994 гг.; 1-й секретарь обкома КПСС в 1990—1991 гг.
- Дзасохов, Александр Сергеевич (30 января 1998 — 7 июня 2005)
- Мамсуров, Таймураз Дзамбекович (7 июня 2005 — 5 июня 2015)
- Агузаров Тамерлан Кимович (5 июня / 13 сентября 2015 — 19 февраля 2016 †)
- Битаров, Вячеслав Зелимханович (19 февраля 2016 — 9 апреля 2021)
- Меняйло, Сергей Иванович (с 9 апреля 2021)

### Глава Республики Татарстан
- Шаймиев, Минтимер Шарипович (11 апреля 1990 — 25 марта 2010) — пред. ВС до июня 1991 г.; 1-й секретарь обкома КПСС в 1989—1990 гг.
- Минниханов, Рустам Нургалиевич (с 25 марта 2010)

### Глава Республики Тыва
- Ондар, Чимит-Доржу Баирович (апрель 1990 — август 1991)— пред. ВС
- Бичелдей, Каадыр-оол Алексеевич (1991—март 1992) — пред. ВС с 1991—1994 гг.
- Ооржак, Шериг-оол Дизижикович (27 марта 1992 — май 2007) — президент; с апреля 2002 г. — пред. правительства
- Кара-оол, Шолбан Валерьевич (18 мая 2007 — 7 апреля 2021)
- Ховалыг, Владислав Товарищтайович (с 7 апреля 2021)

### Глава Удмуртской Республики
- Тубылов, Валентин Кузьмич (14 апреля 1990 — апрель 1995) — пред. ВС
- Волков, Александр Александрович (апрель 1995 г. — 19 февраля 2014) — пред. Госсовета до ноября 2000 г.
- Соловьёв, Александр Васильевич (22 сентября 2014 — 4 апреля 2017)
- Бречалов, Александр Владимирович (с 4 апреля 2017)

### Глава Республики Хакасия
- Штыгашев, Владимир Николаевич (30 марта 1990 — январь 1997) — пред. облсовета в 1990—1992, пред. ВС с 4 февраля 1992 г.
- Лебедь, Алексей Иванович (9 января 1997 — 15 января 2009)
- Зимин, Виктор Михайлович (15 января 2009 — 3 октября 2018)
- Развожаев, Михаил Владимирович (и. о., 3 октября — 15 ноября 2018)
- Коновалов, Валентин Олегович (с 15 ноября 2018)

### Глава Чеченской Республики
- Дудаев, Джохар Мусаевич (9 ноября 1991 — легитимный до 4 июня 1994) — Президент Чеченской Республики
- Автурханов Умар Джунитович (4 июня 1994 — март 1995) — Председатель Временного совета, (март — октябрь 1995) — Председатель Комитета национального согласия
- Завгаев Доку Гапурович (октябрь 1995 — 15 ноября 1996) — Глава Чеченской Республики
- Яндарбиев, Зелимхан Абдулмуслимович (и. о. президента, легально с 15 ноября 1996 — 12 февраля 1997)
- Масхадов, Аслан Алиевич (12 февраля 1997 — легитимный до сентября 1999) — Президент Чеченской Республики
- Дениев Якуб Ильясович (сентябрь 1999 — 12 июня 2000) — глава Временной администрации Чеченской Республики
- Кадыров, Ахмат Абдулхамидович (12 июня 2000 — 9 мая 2004 †) — глава администрации Чеченской Республики, с октября 2003 г. Президент Чеченской республики
- Абрамов, Сергей Борисович (и. о., 9 мая — 5 октября 2004) — и. о. президента
- Алханов, Алу Дадашевич (5 октября 2004 — 15 февраля 2007) — президент
- Кадыров, Рамзан Ахматович (с 15 февраля 2007) — президент, до 5 апреля 2007 г. и. о., с 5 апреля 2011 г. глава Чеченской Республики

### Глава Чувашской Республики
- Леонтьев, Анатолий Михайлович (25 апреля 1990 — 29 августа 1991) — Председатель Верховного совета Чувашской АССР;
- Кубарев, Эдуард Алексеевич (29 августа 1991 — 21 января 1994) — Председатель Верховного совета Чувашской АССР;
- Фёдоров, Николай Васильевич (21 января 1994 — 29 августа 2010) — Президент Чувашской Республики;
- Игнатьев, Михаил Васильевич (29 августа 2010 — 29 января 2020 †) — Президент (Глава) Чувашской Республики;
- Николаев, Олег Алексеевич (с 29 января 2020) — Глава Чувашской Республики;

## Края

### Губернатор Алтайского края
- Райфикешт, Владимир Фёдорович (8 октября 1991 — 20 января 1994)
- Коршунов, Лев Александрович (20 января 1994 — декабрь 1996)
- Суриков, Александр Александрович (11 декабря 1996 — 14 апреля 2004)
- Евдокимов, Михаил Сергеевич (14 апреля 2004 — 7 августа 2005 †)
- Козлов, Михаил Сергеевич (и. о., 7 — 25 августа 2005)
- Карлин, Александр Богданович (с 25 августа 2005 — 30 мая 2018)
- Томенко, Виктор Петрович (с 30 мая 2018)

### Губернатор Забайкальского края
- Гениатулин, Равиль Фаритович (1 марта 2008 — 1 марта 2013)
- Ильковский, Константин Константинович (1 марта 2013 — 17 февраля 2016)
- Жданова, Наталья Николаевна (с 17 февраля 2016 — 11 октября 2018)
- Кулаков, Александр Сергеевич (и. о., 11 — 25 октября 2018)
- Осипов, Александр Михайлович (с 25 октября 2018)

### Губернатор Камчатского края
- Кузьмицкий, Алексей Алексеевич (2 июля 2007 — 25 февраля 2011) — и. о. губернатора Камчатской области с 23 мая 2007 г.
- Илюхин, Владимир Иванович (с 25 февраля 2011— 3 апреля 2020) — ушёл в отставку по собственному желанию
- Солодов, Владимир Викторович (с 3 апреля 2020)

### Глава администрации (Губернатор) Краснодарского края
- Дьяконов, Василий Николаевич (24 августа 1991 — 9 декабря 1992)
- Крючков, Виктор Фёдорович (и. о., 9 — 23 декабря 1992)
- Егоров, Николай Дмитриевич (23 декабря 1992 — 18 июня 1994)
- Гладской, Виктор Фёдорович (и. о., 24 мая — 2 августа 1994)
- Харитонов, Евгений Михайлович (2 августа 1994 — 15 июля 1996)
- Егоров, Николай Дмитриевич (15 июля 1996 — 5 января 1997)
- Кондратенко, Николай Игнатович (5 января 1997 — 5 января 2001)
- Ткачёв, Александр Николаевич (5 января 2001 — 22 апреля 2015)
- Кондратьев, Вениамин Иванович (с 22 апреля 2015)

### Губернатор Красноярского края
- Вепрев, Аркадий Филимонович (31 декабря 1991 — 27 января 1993)
- Зубов, Валерий Михайлович (27 января / май 1993 — май 1998)
- Лебедь, Александр Иванович (июнь 1998 — 28 апреля 2002 †)
- Ашлапов, Николай Иванович (и. о., 28 апреля — 3 октября 2002)
- Хлопонин, Александр Геннадьевич (3 / 17 октября 2002 — 19 января 2010)
- Акбулатов, Эдхам Шукриевич (и. о., 19 января — 17 февраля 2010)
- Кузнецов, Лев Владимирович (17 февраля 2010 — 12 мая 2014)
- Толоконский, Виктор Александрович (26 сентября 2014 — 29 сентября 2017)
- Усс, Александр Викторович (29 сентября 2017 — 20 апреля 2023)
- Котюков, Михаил Михайлович (с 20 апреля 2023)

### Губернатор Пермского края
- Чиркунов, Олег Анатольевич (1 декабря 2005 — 28 апреля 2012) — губернатор Пермской области с 12 марта 2004 г.
- Басаргин, Виктор Фёдорович (5 мая 2012 — 6 февраля 2017)
- Решетников, Максим Геннадьевич (6 февраля 2017 — 21 января 2020)
- Махонин, Дмитрий Николаевич (с 6 февраля 2020)

### Губернатор Приморского края
- Кузнецов, Владимир Сергеевич (8 октября 1991 — 24 мая 1993)
- Наздратенко, Евгений Иванович (24 мая 1993 — 6 февраля 2001)
- Толстошеин Константин Борисович, Дубинин Валентин Степанович, Бельчук Игорь Львович (исполняющие обязанности в феврале — июне 2001 г.)
- Дарькин, Сергей Михайлович (25 июня 2001 — 28 февраля 2012)
- Миклушевский, Владимир Владимирович (16 марта 2012 — 4 октября 2017)
- Тарасенко, Андрей Владимирович (и. о., 4 октября 2017 — 26 сентября 2018)
- Кожемяко, Олег Николаевич (с 26 сентября 2018)

### Губернатор Ставропольского края
- Кузнецов, Евгений Семёнович (24 октября 1991 — 30 июня 1995)
- Марченко, Пётр Петрович (20 июля 1995 — 28 ноября 1996)
- Черногоров, Александр Леонидович (28 ноября 1996 — 16 мая 2008)
- Гаевский, Валерий Вениаминович (16 / 23 мая 2008 — 2 мая 2012)
- Зеренков, Валерий Георгиевич (2 / 5 мая 2012 — 27 сентября 2013)
- Владимиров, Владимир Владимирович (с 27 сентября 2014)

### Губернатор Хабаровского края
- Ишаев, Виктор Иванович (24 октября 1991 — 30 апреля 2009)
- Шпорт, Вячеслав Иванович (6 мая 2009 — 28 сентября 2018)
- Фургал, Сергей Иванович (28 сентября 2018 — 20 июля 2020)
- Дегтярёв, Михаил Владимирович (20 июля 2020 — 14 мая 2024)
- Никитин, Александр Александрович (и. о., 14 мая — 15 мая 2024) — как врио губернатора по должности
- Демешин, Дмитрий Викторович (с 15 мая 2024)

## Области

### Губернатор Амурской области
- Кривченко, Альберт Аркадьевич (8 октября 1991 — 11 мая 1993)
- Сурат, Александр Владимирович (11 мая — 5 октября 1993)
- Полеванов, Владимир Павлович (5 октября / 18 декабря 1993 — 15 ноября 1994)
- Дьяченко, Владимир Николаевич (3 декабря 1994 — 17 мая 1996)
- Ляшко, Юрий Гаврилович (3 июня 1996 — апрель 1997)
- Белоногов, Анатолий Николаевич (апрель 1997 — апрель 2001)
- Коротков, Леонид Викторович (21 апреля 2001 — 10 мая 2007)
- Нестеренко, Александр Васильевич (и. о., 10 мая — 1 июня 2007)
- Колесов, Николай Александрович (1 июня 2007 — 16 октября 2008)
- Кожемяко, Олег Николаевич (16 / 20 октября 2008 — 25 марта 2015)
- Козлов, Александр Александрович (20 сентября 2015 — 18 мая 2018)
- Орлов, Василий Александрович (с 30 мая 2018)

### Губернатор Архангельской области
- Балакшин, Павел Николаевич (19 сентября 1991 — 21 февраля 1996)
- Власов, Валентин Степанович (и. о., 21 февраля — 4 марта 1996)
- Ефремов, Анатолий Антонович (4 марта 1996 — 18 апреля 2004)
- Киселёв, Николай Иванович (18 апреля 2004 — 18 апреля 2008)
- Михальчук, Илья Филиппович (18 апреля 2008 — 13 января 2012)
- Орлов, Игорь Анатольевич (13 января 2012— 2 апреля 2020)
- Цыбульский, Александр Витальевич (с 2 апреля 2020)

### Губернатор Астраханской области
- Гужвин, Анатолий Петрович (28 августа 1991 — 17 августа 2004 †)
- Жилкин, Александр Александрович (и. о., 17 августа — 2 ноября 2004)
- Глазков, Александр Павлович (и. о., 2 ноября — 23 декабря 2004)
- Жилкин, Александр Александрович (23 декабря 2004 — 26 сентября 2018)
- Морозов, Сергей Петрович (26 сентября 2018 — 5 июня 2019)
- Бабушкин, Игорь Юрьевич (с 5 июня 2019)

### Губернатор Белгородской области
- Берестовой, Виктор Иванович (30 ноября 1991 — 11 октября 1993)
- Савченко, Евгений Степанович (11 октября 1993 — 22 сентября 2020)
- Буцаев, Денис Петрович (и. о. 22 сентября — 18 ноября 2020) — как врио губернатора по должности
- Гладков, Вячеслав Владимирович (с 18 ноября 2020)

### Губернатор Брянской области
- Барабанов, Владимир Александрович (14 декабря 1991 / 22 января 1992 — апрель 1993)
- Лодкин, Юрий Евгеньевич (апрель — 25 сентября / 4 октября 1993)
- Карпов, Владимир Александрович (25 сентября / 18 декабря 1993 — 16 августа 1995)
- Барабанов, Владимир Александрович (16 августа 1995 — 29 мая 1996)
- ??? — и. о.
- Семернёв, Александр Михайлович (19 июня 1996 — декабрь 1996)
- Лодкин, Юрий Евгеньевич (декабрь 1996 — декабрь 2004)
- Денин, Николай Васильевич (28 декабря 2004 — 9 сентября 2014)
- Богомаз, Александр Васильевич (с 9 сентября 2014)

### Губернатор Владимирской области
- Власов, Юрий Васильевич (25 сентября 1991 — 17 декабря 1996)
- Виноградов, Николай Владимирович (17 декабря 1996 — 24 марта 2013)
- Орлова, Светлана Юрьевна (23 сентября 2013 — 8 октября 2018)
- Сипягин, Владимир Владимирович (8 октября 2018 — 4 октября 2021)
- Авдеев, Александр Александрович (с 4 октября 2021)

### Губернатор Волгоградской области
- Шабунин, Иван Петрович (19 сентября 1991 — январь 1997)
- Максюта, Николай Кириллович (январь 1997 — 12 января 2010)
- Бровко, Анатолий Григорьевич (12 января 2010 — 17 января 2012)
- Боженов, Сергей Анатольевич (17 января / 2 февраля 2012 — 2 апреля 2014)
- Бочаров, Андрей Иванович (с 2 апреля 2014)

### Губернатор Вологодской области
- Подгорнов, Николай Михайлович (24 октября 1991 — 23 марта / 17 мая 1996)
- Позгалёв, Вячеслав Евгеньевич (23 марта / 3 июля 1996 — 14 декабря 2011)
- Кувшинников, Олег Александрович (14 декабря 2011 — 31 октября 2023)
- Филимонов, Георгий Юрьевич (с 31 октября 2023)

### Губернатор Воронежской области
- Калашников, Виктор Кириллович (16 октября 1991 — 18 марта 1992)
- Ковалёв, Александр Яковлевич (10 апреля 1992 — 17 сентября 1996)
- Цапин, Александр Николаевич (24 сентября — декабрь 1996)
- Шабанов, Иван Михайлович (декабрь 1996 — декабрь 2000)
- Кулаков, Владимир Григорьевич (29 декабря 2000 — 12 марта 2009)
- Гордеев, Алексей Васильевич (12 марта 2009 — 25 декабря 2017)
- Гусев, Александр Викторович (с 25 декабря 2017)

### Губернатор Запорожской области
- Балицкий, Евгений Витальевич (с 4 октября 2022)

### Губернатор Ивановской области
- Лаптев, Адольф Фёдорович (24 декабря 1991 — 22 января 1996)
- Тихомиров, Владислав Николаевич (1 февраля 1996 — декабрь 2000)
- Тихонов, Владимир Ильич (28 декабря 2000 — 20 декабря 2005)
- Токаев, Юрий Алимбекович (и. о., 20 — 23 декабря 2005)
- Мень, Михаил Александрович (23 декабря 2005 — 16 октября 2013)
- Коньков, Павел Алексеевич (19 сентября 2014 — 10 октября 2017)
- Воскресенский, Станислав Сергеевич (с 10 октября 2017)

### Губернатор Иркутской области
- Ножиков, Юрий Абрамович (19 сентября 1991 — апрель / май 1997)
- Иванов, Виталий Иннокентьевич (и. о., май — 20 августа 1997)
- Говорин, Борис Александрович (21 августа 1997 — 8 сентября 2005)
- Тишанин, Александр Георгиевич (8 сентября 2005 — 15 апреля 2008)
- Есиповский, Игорь Эдуардович (15 апреля / 13 декабря 2008 — 10 мая 2009 †)
- Сокол, Сергей Михайлович (и. о., 11 мая — 8 июня 2009)
- Мезенцев, Дмитрий Фёдорович (8 июня 2009 — 18 мая 2012)
- Ерощенко, Сергей Владимирович (18 / 29 мая 2012 — 2 октября 2015)
- Левченко, Сергей Георгиевич (2 октября 2015 — 12 декабря 2019)
- Кобзев, Игорь Иванович (с 12 декабря 2019)

### Губернатор Калининградской области
- Маточкин, Юрий Семёнович (25 сентября 1991 — октябрь 1996)
- Горбенко, Леонид Петрович (октябрь 1996 — 8 декабря 2000)
- Егоров, Владимир Григорьевич (8 декабря 2000 — 28 сентября 2005)
- Боос, Георгий Валентинович (28 сентября 2005 — 27 сентября 2010)
- Цуканов, Николай Николаевич (28 сентября 2010 — 28 июля 2016)
- Зиничев, Евгений Николаевич (и. о., 28 июля — 6 октября 2016)
- Алиханов, Антон Андреевич (6 октября 2016 — 14 мая 2024)
- Елисеев, Сергей Владимирович (и. о ., 14 мая — 15 мая 2024)
- Беспрозванных, Алексей Сергеевич (с 15 мая 2024)

### Губернатор Калужской области
- Дерягин, Александр Васильевич (25 сентября 1991 — 22 января 1996)
- Пахно, Виктор Степанович (и. о., 22 января — 7 марта 1996)
- Савченко, Олег Витальевич (7 марта — 14 ноября 1996)
- Сударенков, Валерий Васильевич (14 ноября 1996 — 18 ноября 2000)
- Артамонов, Анатолий Дмитриевич (18 ноября 2000 — 13 февраля 2020)
- Шапша, Владислав Валерьевич (с 13 февраля 2020)

### Губернатор Кемеровской области
- Кислюк, Михаил Борисович (27 августа 1991 — 1 июля 1997)
- Тулеев, Аман-гельды Молдагазыевич (1 июля 1997 — 25 января 2001)
- Мазикин, Валентин Петрович (и. о., 25 января — 4 мая 2001)
- Тулеев, Аман-гельды Молдагазыевич (4 мая 2001 — 1 апреля 2018)
- Цивилёв, Сергей Евгеньевич (1 апреля 2018 — 14 мая 2024)
- Середюк, Илья Владимирович (с 15 мая 2024)

### Губернатор Кировской области
- Десятников, Василий Алексеевич (11 декабря 1991 — 20 октября 1996)
- Саблин, Валерий Петрович (и. о. 20 октября — 1 ноября 1996)
- Сергеенков, Владимир Нилович (1 ноября 1996 — 14 января 2004)
- Шаклеин, Николай Иванович (14 января 2004 — 14 января 2009)
- Белых, Никита Юрьевич (14 января 2009 — 28 июля 2016)
- Васильев, Игорь Владимирович (28 июля 2016 — 10 мая 2022)
- Соколов, Александр Валентинович (с 10 мая 2022)

### Губернатор Костромской области
- Арбузов, Валерий Петрович (14 декабря 1991 — январь 1997)
- Шершунов, Виктор Андреевич (январь 1997 — 20 сентября 2007 †)
- Цикунов, Юрий Фёдорович (и. о., 20 сентября — 25 октября 2007)
- Слюняев, Игорь Николаевич (25 октября 2007 — 13 апреля 2012)
- Ситников, Сергей Константинович (с 13 апреля 2012)

### Губернатор Курганской области
- Герасимов, Валентин Павлович (24 октября 1991 — 9 августа 1995), глава администрации
- Соболев, Анатолий Николаевич (15 августа 1995 — 6 февраля 1997), глава администрации (Губернатор)
- Богомолов, Олег Алексеевич (6 февраля 1997 — 14 февраля 2014), глава администрации (Губернатор); с марта 2000 — Губернатор
- Кокорин, Алексей Геннадьевич (26 сентября 2014 — 2 октября 2018, и. о. 14 февраля — 26 сентября 2014)
- Шумков, Вадим Михайлович (с 18 сентября 2019, и. о. 2 октября 2018 — 18 сентября 2019)

### Губернатор Курской области
- Шутеев, Василий Иванович (11 декабря 1991 — 23 октября 1996)
- Руцкой, Александр Владимирович (23 октября 1996 — 18 ноября 2000)
- Михайлов, Александр Николаевич (18 ноября 2000 — 11 октября 2018)
- Старовойт, Роман Владимирович (11 октября 2018 — 12 мая 2024)
- Смирнов, Алексей Борисович (12 мая — 5 декабря 2024)
- Хинштейн, Александр Евсеевич (с 5 декабря 2024 — как врио, губернатора)

### Губернатор Ленинградской области
- Беляков, Александр Семёнович (20 октября 1991 — 3 октября 1996)
- Густов, Вадим Анатольевич (3 октября 1996 — 21 сентября 1998)
- Сердюков, Валерий Павлович (21 сентября 1998 — 28 мая 2012)
- Дрозденко, Александр Юрьевич (с 28 мая 2012)

### Губернатор Липецкой области
- Купцов, Геннадий Васильевич (23 октября 1991 — 23 декабря 1992)
- Зайцев, Владимир Васильевич (и. о., 23 декабря 1992 — 12 мая 1993)
- Наролин, Михаил Тихонович (12 мая 1993 — 14 апреля 1998)
- Королёв, Олег Петрович (14 апреля 1998 — 2 октября 2018)
- Артамонов, Игорь Георгиевич (с 2 октября 2018)

### Губернатор Магаданской области
- Михайлов, Виктор Григорьевич (24 октября 1991 — 15 ноября 1996)
- Цветков, Валентин Иванович (15 ноября 1996 — 18 октября 2002 †)
- Дудов, Николай Николаевич (18 октября 2002 — 3 февраля 2013)
- Печеный, Владимир Петрович (3 февраля 2013 — 28 мая 2018)
- Носов, Сергей Константинович (с 28 мая 2018)

### Губернатор Московской области
- Тяжлов, Анатолий Степанович (16 октября 1991 — декабрь 1999)
- Голубев, Василий Юрьевич (и. о., декабрь 1999 — 2 февраля 2000)
- Громов, Борис Всеволодович (2 февраля 2000 — 11 мая 2012)
- Шойгу, Сергей Кужугетович (11 мая — 6 ноября 2012)
- Воробьёв, Андрей Юрьевич (с 8 ноября 2012)

### Губернатор Мурманской области
- Комаров, Евгений Борисович (30 ноября 1991 — 7 декабря 1996)
- Евдокимов, Юрий Алексеевич (декабрь 1996 — 21 марта 2009)
- Дмитриенко, Дмитрий Владимирович (21 / 25 марта 2009 — 4 апреля 2012)
- Ковтун, Марина Васильевна (4 апреля 2012 — 12 марта 2019)
- Чибис, Андрей Владимирович (с 21 марта 2019)

### Губернатор Нижегородской области
- Немцов, Борис Ефимович (30 ноября 1991 — 17 марта 1997)
- Лебедев, Юрий Исаакович (и. о., март — июль 1997)
- Скляров, Иван Петрович (22 июля 1997 — 8 августа 2001)
- Ходырев, Геннадий Максимович (8 августа 2001 — 8 августа 2005)
- Шанцев, Валерий Павлинович (8 августа 2005 — 26 сентября 2017)
- Никитин, Глеб Сергеевич (с 26 сентября 2017)

### Губернатор Новгородской области
- Прусак, Михаил Михайлович (24 октября 1991 — 3 августа 2007)
- Митин, Сергей Герасимович (3 августа 2007 — 14 февраля 2017)
- Никитин, Андрей Сергеевич (13 февраля 2017 — 7 февраля 2025)
- Дронов, Александр Валентинович (врио с 7 февраля 2025)

### Губернатор Новосибирской области
- Муха, Виталий Петрович (26 ноября 1991 — 5 октября 1993)
- Индинок, Иван Иванович (5 октября 1993 — 29 декабря 1995) — глава администрации Новосибирской области
- Муха, Виталий Петрович (29 декабря 1995 — 14 января 2000)
- Толоконский, Виктор Александрович (14 января 2000 — 9 сентября 2010)
- Юрченко, Василий Алексеевич (9 / 22 сентября 2010 — 17 марта 2014)
- Городецкий, Владимир Филиппович (17 марта 2014 — 6 октября 2017)
- Травников, Андрей Александрович (с 6 октября 2017)

### Губернатор Омской области
- Полежаев, Леонид Константинович (11 ноября 1991 — 30 мая 2012)
- Назаров, Виктор Иванович (30 мая 2012 — 9 октября 2017)
- Бурков, Александр Леонидович (9 октября 2017 — 29 марта 2023)
- Хоценко, Виталий Павлович (с 29 марта 2023)

### Губернатор Оренбургской области
- Елагин, Владимир Васильевич (24 октября 1991 — 29 декабря 1999)
- Чернышёв, Алексей Андреевич (29 декабря 1999 — 15 июня 2010)
- Берг, Юрий Александрович (15 июня 2010 — 21 марта 2019)
- Паслер, Денис Владимирович (21 марта 2019 — 26 марта 2025)
- Солнцев, Евгений Александрович (с 26 марта 2025 — как врио губернатора)

### Губернатор Орловской области
- Юдин, Николай Павлович (и. о., 5 декабря 1991 — 13 апреля 1993)
- Строев, Егор Семёнович (13 апреля 1993 — 16 февраля 2009)
- Козлов, Александр Петрович (16 / 27 февраля 2009 — 26 февраля 2014)
- Потомский, Вадим Владимирович (23 сентября 2014 — 5 октября 2017)
- Клычков, Андрей Евгеньевич (с 5 октября 2017)

### Губернатор Пензенской области
- Кондратьев, Александр Андреевич (24 октября 1991 — 11 апреля 1993)
- Ковлягин, Анатолий Фёдорович (11 апреля 1993 — 18 апреля 1998)
- Бочкарёв, Василий Кузьмич (18 апреля 1998 — 25 мая 2015) — глава администрации до 2 июня 1998
- Белозерцев, Иван Александрович (25 мая 2015 — 23 марта 2021)
- Симонов, Николай Петрович (и. о. 23—26 марта 2021) — как врио губернатора по должности
- Мельниченко, Олег Владимирович (с 26 марта 2021)

### Губернатор Псковской области
- Добряков, Анатолий Алексеевич (24 октября 1991 — 5 мая 1992)
- Туманов, Владислав Николаевич (22 мая 1992 — 10 ноября 1996)
- Михайлов, Евгений Эдуардович (10 ноября 1996 — 17 декабря 2004)
- Кузнецов, Михаил Варфоломеевич (17 декабря 2004 — 16 февраля 2009)
- Турчак, Андрей Анатольевич (27 февраля 2009 — 12 октября 2017)
- Ведерников, Михаил Юрьевич (с 12 октября 2017)

### Губернатор Ростовской области
- Чуб, Владимир Фёдорович (8 октября 1991 — 14 июня 2010)
- Голубев, Василий Юрьевич (14 июня 2010 — 4 ноября 2024)
- Слюсарь, Юрий Борисович (с 4 ноября 2024 — как врио, губернатора)

### Губернатор Рязанской области
- Башмаков, Лев Полиевктович (25 сентября 1991 — 25 января 1994)
- Меркулов, Геннадий Константинович (25 января 1994 — 15 октября 1996)
- Ивлев, Игорь Александрович (и. о., 15 октября 1996 — 6 января 1997)
- Любимов, Вячеслав Николаевич (6 января 1997 — 12 апреля 2004)
- Шпак, Георгий Иванович (12 апреля 2004 — 12 апреля 2008)
- Ковалёв, Олег Иванович (12 апреля 2008 — 14 февраля 2017)
- Любимов, Николай Викторович (14 февраля 2017 — 10 мая 2022)
- Малков, Павел Викторович (с 10 мая 2022)

### Губернатор Самарской области
- Титов, Константин Алексеевич (31 августа 1991 — 6 апреля 2000)
- Логойдо, Юрий Михайлович (и. о., 6 апреля — 9 июля 2000)
- Титов, Константин Алексеевич (9 июля 2000 — 27 августа 2007)
- Артяков, Владимир Владимирович (27 / 29 августа 2007 — 10 мая 2012)
- Меркушкин, Николай Иванович (10 / 12 мая 2012 — 25 сентября 2017)
- Азаров, Дмитрий Игоревич (25 сентября 2017 — 31 мая 2024)
- Федорищев, Вячеслав Андреевич (с 31 мая 2024)

### Губернатор Саратовской области
- Белых, Юрий Васильевич (25 февраля / 30 июня 1992 — 21 февраля 1996)
- Ващенков, Леонид Ефимович (и. о. 21 февраля — 15 апреля 1996)
- Аяцков, Дмитрий Фёдорович (15 апреля 1996 — 5 апреля 2005)
- Ипатов, Павел Леонидович (5 апреля 2005 — 23 марта 2012)
- Радаев, Валерий Васильевич (23 марта 2012 — 10 мая 2022)
- Бусаргин, Роман Викторович (с 10 мая 2022)

### Губернатор Сахалинской области
- Фёдоров, Валентин Петрович (8 октября 1991 — 8 апреля 1993)
- Краснояров, Евгений Алексеевич (8 апреля 1993 — 24 апреля 1995)
- Фархутдинов, Игорь Павлович (24 апреля 1995 — 20 августа 2003 †)
- Малахов, Иван Павлович (20 августа / 30 декабря 2003 — 7 августа 2007)
- Хорошавин, Александр Вадимович (7 августа 2007 — 25 марта 2015)
- Кожемяко, Олег Николаевич (25 марта 2015 — 27 сентября 2018)
- Щербина, Вера Георгиевна (врио 27 сентября 2018 — 7 декабря 2018)
- Лимаренко, Валерий Игоревич (с 12 сентября 2019, врио 7 декабря 2018 — 12 сентября 2019)

### Губернатор Свердловской области
- Россель, Эдуард Эргартович (16 октября 1991 — 10 ноября 1993) — глава администрации, в ноябре 1993 — губернатор Уральской республики
- Трушников, Валерий Георгиевич (и. о., 10 ноября 1993 — 6 января 1994)
- Страхов, Алексей Леонидович (6 января 1994 — 23 августа 1995)
- Россель, Эдуард Эргартович (23 августа 1995 — 23 ноября 2009)
- Мишарин, Александр Сергеевич (23 ноября 2009 — 14 мая 2012)
- Куйвашев, Евгений Владимирович (29 мая 2012 — 26 марта 2025)
- Паслер, Денис Владимирович (с 26 марта 2025 — как врио губернатора)

### Губернатор Смоленской области
- Фатеев, Валерий Павлович (24 октября 1991 — 29 апреля 1993)
- Глушенков, Анатолий Егорович (29 апреля 1993 — 1 июня 1998)
- Прохоров, Александр Дмитриевич (1 июня 1998 — 7 июня 2002)
- Маслов, Виктор Николаевич (7 июня 2002 — 18 декабря 2007)
- Антуфьев, Сергей Владимирович (18 / 24 декабря 2007 — 20 апреля 2012)
- Островский, Алексей Владимирович (20 апреля 2012 — 17 марта 2023)
- Анохин, Василий Николаевич (с 17 марта 2023)

### Глава администрации Тамбовской области
- Бабенко, Владимир Дмитриевич (11 декабря 1991 / 23 декабря 1992 — 24 марта 1995)
- Бетин, Олег Иванович (24 марта 1995 — 27 декабря 1995)
- Рябов, Александр Иванович (27 декабря 1995 — 31 декабря 1999)
- Бетин, Олег Иванович (31 декабря 1999 — 25 мая 2015)
- Никитин, Александр Валерьевич (25 мая 2015 — 4 октября 2021)
- Егоров, Максим Борисович (4 октября 2021 — 4 ноября 2024)
- Первышов, Евгений Алексеевич (с 4 ноября 2024 — как врио, главы)

### Губернатор Тверской области
- Суслов, Владимир Антонович (20 октября 1991 — 26 декабря 1995)
- Платов, Владимир Игнатьевич (26 декабря 1995 — сентябрь / 30 декабря 2003)
- Зеленин, Дмитрий Вадимович (30 декабря 2003 — 16 июня 2011)
- Шевелёв, Андрей Владимирович (16 июня 2011 — 2 марта 2016)
- Руденя, Игорь Михайлович (с 2 марта 2016)

### Губернатор Томской области
- Кресс, Виктор Мельхиорович (20 октября 1991 — 17 марта 2012)
- Жвачкин, Сергей Анатольевич (17 марта 2012 — 10 мая 2022)
- Мазур, Владимир Владимирович (с 10 мая 2022)

### Губернатор Тульской области
- Севрюгин, Николай Васильевич (20 октября 1991 — 7 апреля 1997)
- Стародубцев, Василий Александрович (7 апреля 1997 — 29 апреля 2005)
- Дудка, Вячеслав Дмитриевич (29 апреля 2005 — 29 июля 2011)
- Груздев, Владимир Сергеевич (29 июля / 18 августа 2011 — 2 февраля 2016)
- Дюмин, Алексей Геннадьевич (2 февраля 2016 — 14 мая 2024)
- Миляев, Дмитрий Вячеславович (с 14 мая 2024)

### Губернатор Тюменской области
- Шафраник, Юрий Константинович (27 сентября 1991 — 12 января 1993) — глава администрации Тюменской области
- Рокецкий, Леонид Юлианович (12 января 1993 — 30 января 1997) — глава администрации Тюменской области
- Рокецкий, Леонид Юлианович (30 января 1997 — 26 января 2001)
- Собянин, Сергей Семёнович (26 января 2001 — 14 ноября 2005)
- Сметанюк, Сергей Иванович (14 — 24 ноября 2005) — и. о. губернатора Тюменской области
- Якушев, Владимир Владимирович (24 ноября 2005 — 18 мая 2018)
- Сарычев, Сергей Михайлович (18 мая 2018 — 29 мая 2018)
- Моор, Александр Викторович (с 29 мая 2018)

### Губернатор Ульяновской области
- Малафеев, Валентин Васильевич (24 октября — 2 ноября 1991) — не приступал к обязанностям
- Горячев, Юрий Фролович (9 января 1992 — 6 января 2001)
- Шаманов, Владимир Анатольевич (6 января 2001 — 15 ноября 2004)
- Шканов, Михаил Иванович (и. о., 15 ноября — 22 декабря 2004)
- Большакова, Мария Григорьевна (и. о., 22 декабря 2004 — 5 января 2005)
- Морозов, Сергей Иванович (6 января 2005 — 8 апреля 2021) — глава администрации до 2006 г.
- Русских, Алексей Юрьевич (с 8 апреля 2021)

### Губернатор Херсонской области
- Сальдо, Владимир Васильевич (с 4 октября 2022)

### Губернатор Челябинской области
- Соловьёв, Вадим Павлович (24 октября 1991 — 5 января 1997)
- Сумин, Пётр Иванович (5 января 1997 — 22 апреля 2010)
- Юревич, Михаил Валерьевич (22 апреля 2010 — 15 января 2014)
- Дубровский, Борис Александрович (15 января 2014 — 19 марта 2019)
- Текслер, Алексей Леонидович (с 19 марта 2019)

### Губернатор Ярославской области
- Лисицын, Анатолий Иванович (3 декабря 1991 / 10 сентября 1992 — 18 декабря 2007)
- Вахруков, Сергей Алексеевич (18 / 25 декабря 2007 — 28 апреля 2012)
- Ястребов, Сергей Николаевич (28 апреля / 5 мая 2012 — 28 июля 2016)
- Миронов, Дмитрий Юрьевич (28 июля 2016 — 12 октября 2021)
- Евраев, Михаил Яковлевич (с 12 октября 2021)

## Города федерального значения

### Мэр Москвы
- Попов, Гавриил Харитонович (20 апреля 1990 — 6 июня 1992) — председатель Моссовета до июня 1991 г.
- Лужков, Юрий Михайлович (6 июня 1992 — 28 сентября 2010)
- Ресин, Владимир Иосифович (и. о., 28 сентября 2010 — 21 октября 2010)
- Собянин, Сергей Семёнович (с 21 октября 2010)

### Губернатор Санкт-Петербурга
- Собчак, Анатолий Александрович (23 мая 1990 — 5 июня 1996) — председатель Ленсовета до июня 1991 г., затем мэр С.-Петербурга
- Яковлев, Владимир Анатольевич (5 июня 1996 — 16 июня 2003)
- Беглов, Александр Дмитриевич (и. о., 16 июня — 15 октября 2003)
- Матвиенко, Валентина Ивановна (15 октября 2003 — 22 августа 2011)
- Полтавченко, Георгий Сергеевич (31 августа 2011 — 3 октября 2018)
- Беглов, Александр Дмитриевич (с 3 октября 2018)

### Губернатор Севастополя
Данная административная единица расположена на территории Крымского полуострова, бо́льшая часть которого является объектом территориальных разногласий между Россией, контролирующей спорную территорию, и Украиной, в пределах признанных большинством государств — членов ООН границ которой спорная территория находится. Согласно федеративному устройству России, на спорной территории Крыма располагаются субъекты Российской Федерации — Республика Крым и город федерального значения Севастополь. Согласно административному делению Украины, на спорной территории Крыма располагаются регионы Украины — Автономная Республика Крым и город со специальным статусом Севастополь.
- Чалый, Алексей Михайлович (и. о., 1 — 14 апреля 2014) — Председатель координационного совета по организации Севастопольского городского управления по обеспечению жизнедеятельности города с 21 марта (24 февраля)[3] 2014 года по 1 апреля 2014 года
- Меняйло, Сергей Иванович (14 апреля / 9 октября 2014 — 28 июля 2016)
- Овсянников, Дмитрий Владимирович (с 28 июля 2016 — 11 июля 2019)
- Развожаев, Михаил Владимирович (с 11 июля 2019)

## Автономные образования

### Губернатор Еврейской автономной области
- Волков, Николай Михайлович (14 декабря 1991 — 25 февраля 2010)
- Винников, Александр Аронович (25 февраля 2010 — 24 февраля 2015)
- Левинталь, Александр Борисович (24 февраля 2015 — 12 декабря 2019)
- Гольдштейн, Ростислав Эрнстович (12 декабря 2019 — 4 ноября 2024)
- Костюк, Мария Фёдоровна (с 4 ноября 2024 — как врио губернатора)

### Губернатор Ненецкого автономного округа
- Комаровский, Юрий Владимирович (30 ноября 1991 — 22 февраля 1996)
- ??? — и. о.
- Хабаров, Владимир Викторович (21 марта — декабрь 1996)
- Бутов, Владимир Яковлевич (декабрь 1996 — февраль 2005)
- Баринов, Алексей Викторович (февраль 2005 — май 2006)
- Шаренков, Александр Николаевич (и. о., 22 мая — 2 июня 2006)
- Потапенко, Валерий Николаевич (2 июня / 7 августа 2006 — 16 февраля 2009)
- Фёдоров, Игорь Геннадьевич (с 16 / 24 февраля 2009 — 22 февраля 2014)
- Кошин, Игорь Викторович (20 сентября 2014 — 28 сентября 2017)
- Цыбульский, Александр Витальевич (28 сентября 2017 — 2 апреля 2020)
- Бездудный, Юрий Васильевич (2 апреля 2020 — 18 марта 2025)
- Гехт, Ирина Альфредовна (с 18 марта 2025 — как врио губернатора)

### Губернатор Ханты-Мансийского автономного округа — Югры
- Филипенко, Александр Васильевич (18 декабря 1991 — 1 марта 2010)
- Комарова, Наталья Владимировна (1 марта 2010 — 30 мая 2024)
- Кухарук, Руслан Николаевич (с 30 мая 2024)

### Губернатор Чукотского автономного округа
- Назаров, Александр Викторович (11 ноября 1991 — 17 января 2001)
- Абрамович, Роман Аркадьевич (17 января 2001 — 3 июля 2008)
- Копин, Роман Валентинович (3 июля 2008 — 15 марта 2023)
- Кузнецов, Владислав Гариевич (с 15 марта 2023)

### Губернатор Ямало-Ненецкого автономного округа
- Баяндин, Лев Сергеевич (23 октября 1991 — 12 февраля 1994)
- Неёлов, Юрий Васильевич (12 февраля / 4 августа 1994 — 16 марта 2010)
- Кобылкин, Дмитрий Николаевич (16 марта 2010 — 18 мая 2018)
- Артюхов, Дмитрий Андреевич (с 29 мая 2018)

## Карта

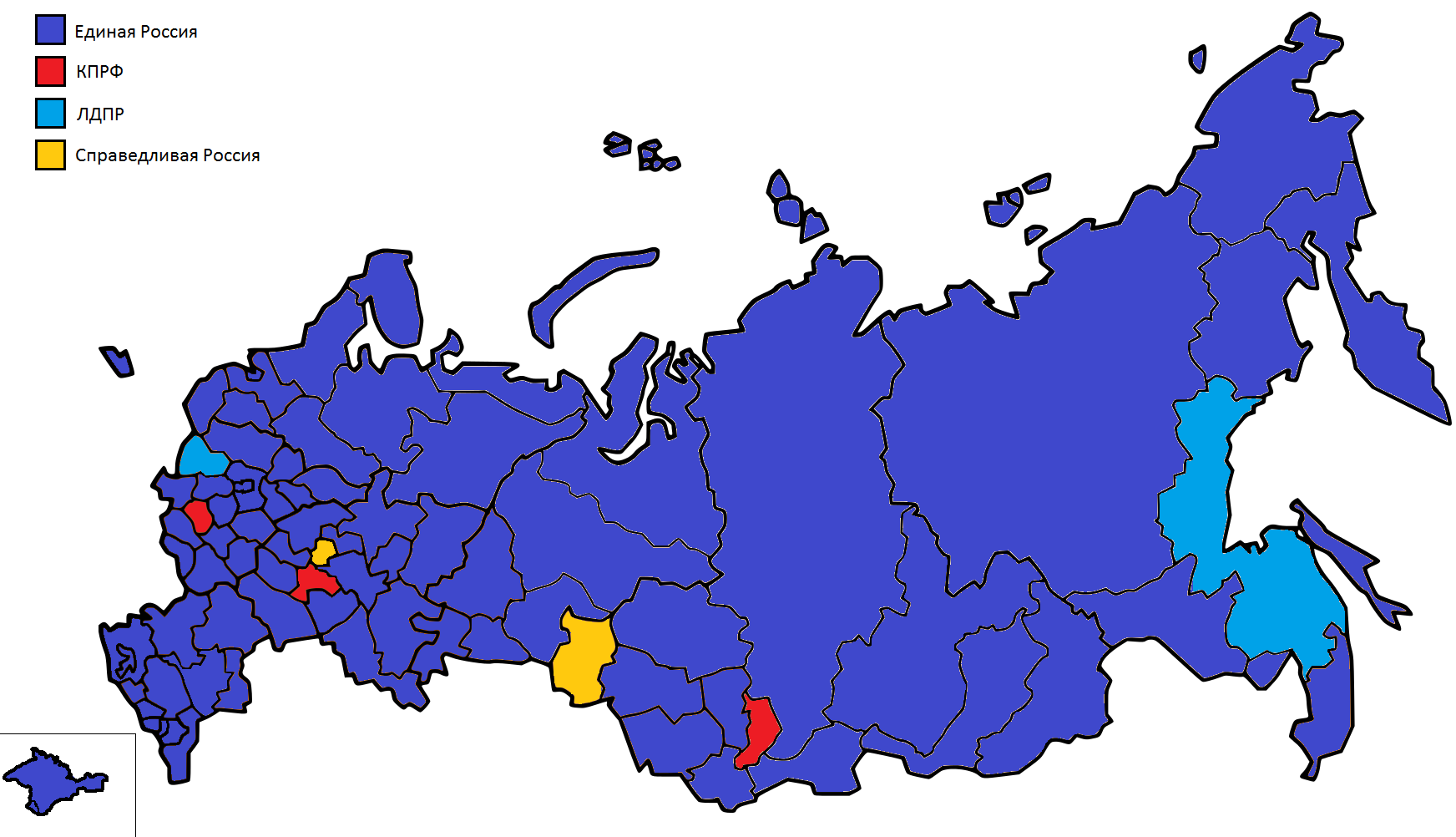
Главы субъектов РФ по партийной принадлежности по состоянию на по состоянию на сентябрь 2020 г. Синим цветом отмечены как кандидаты "Единой России", так и беспартийные, выдвинутые партией

## Упразднённые и преобразованные субъекты Федерации

### Губернатор Камчатской области
- Бирюков, Владимир Афанасьевич (16 ноября 1991 — 28 декабря 2000)
- Машковцев, Михаил Борисович (28 декабря 2000 — 23 мая 2007)
- Кузьмицкий, Алексей Алексеевич (и. о., 23 мая — 2 июля 2007)

### Губернатор Пермской области
- Кузнецов, Борис Юрьевич (24 декабря 1991 — 6 января 1996) — до октября 1994 года должность называлась «глава администрации»
- Игумнов, Геннадий Вячеславович (12 января 1996 — 14 декабря 2000)
- Трутнев, Юрий Петрович (14 декабря 2000 — 9 марта 2004)
- Чиркунов, Олег Анатольевич (и. о., март 2004 — 1 декабря 2005)

### Губернатор Читинской области
- Иванов, Борис Петрович (30 ноября 1991 — 22 января 1996)
- ??? — и. о.
- Гениатулин, Равиль Фаритович (1 февраля 1996 — 1 марта 2008)

### Глава администрации Агинского Бурятского автономного округа(упразднён 1 марта 2008 года)
- Цедашиев, Гуродарм Цедашиевич (26 декабря 1991 — 13 января 1996)
- Аюшиев, Болот Ванданович (13 января 1996 — 6 февраля 1997)
- ??? — и. о.
- Жамсуев, Баир Баясхаланович (март 1997 — 1 марта 2008)

### Глава администрации Коми-Пермяцкого автономного округа (упразднён 1 декабря 2005 года)
- Полуянов, Николай Андреевич (14 декабря 1991 — декабрь 2000)
- Савельев, Геннадий Петрович (декабрь 2000 — 1 декабря 2005)

### Глава администрации Корякского автономного округа(упразднён 1 июля 2007 года)
- Леушкин, Сергей Геннадьевич (16 ноября 1991 — декабрь 1996)
- Броневич, Валентина Тадеевна (декабрь 1996 — 16 декабря 2000)
- Логинов, Владимир Александрович (16 декабря 2000 — 9 марта 2005)
- Кожемяко, Олег Николаевич (9 марта / 14 апреля 2005 — 2 июля 2007)

### Губернатор Таймырского (Долгано-Ненецкого) автономного округа(упразднён 1 января 2007 года)
- Неделин, Геннадий Павлович (18 декабря 1991 — 21 февраля 2001)
- Хлопонин, Александр Геннадьевич (21 февраля 2001 — октябрь 2002)
- Науман, Сергей Владимирович (и. о., октябрь 2002 — февраль 2003)
- Бударгин, Олег Михайлович (17 февраля 2003 — 1 января 2007)

### Глава администрации Усть-Ордынского Бурятского автономного округа (упразднён 1 января 2008 года)
- Батагаев, Алексей Николаевич (26 декабря 1991 — декабрь 1996)
- Малеев, Валерий Геннадьевич (декабрь 1996 — 26 января 2007)
- Тишанин, Александр Георгиевич (26 января / 5 февраля 2007 — 1 января 2008)

### Губернатор Эвенкийского автономного округа(упразднен 1 января 2007 года)
- Якимов, Анатолий Михайлович (18 декабря 1991 — 4 / 21 апреля 1997)
- Боковиков, Александр Александрович (4 апреля 1997 — апрель 2001)
- Золотарёв, Борис Николаевич (апрель 2001 — 1 января 2007)